# Iglesia de San Pedro (Almazán)
La iglesia de San Pedro es un inmueble de la localidad española de Almazán, en la provincia de Soria.

## Descripción
La antigua parroquia de San Pedro quedó destruida hacia mediados del siglo XVII y transformada en huerta. Se levantó un nuevo templo, construido en la zona central de la localidad de Almazán, con tres naves. La parroquia aparece descrita en el segundo volumen del Diccionario geográfico-estadístico-histórico de España y sus posesiones de Ultramar de Pascual Madoz, en la entrada correspondiente a la villa de Almazán, de la siguiente manera:

La de San Pedro y San Andrés, hundida hacia mitad del siglo XVII, la ant. parr. de San Pedro (que ahora es huerta) de que apenas se ven escombros: incorporóse á la de San Andrés, y añadida esta en mas de una mitad, se formó la nueva igl., dando la preferencia en el título al que lo tiene en el apostolado: está en el centro del pueblo, y por lo tanto es la mas concurrida: tiene buena fáb. de silleria, fachada muy decente, torre bastante elevada con su hermoso chapitel, y una gran claraboya que hace todo el conjunto agradable. Es de tres naves espaciosas, sus columnas delgadas, sus siete altares muy decentes; todos de órden corintio, y el mayor forma un cascaron; hay una hermosa capilla con su enverjado, y un altar imitando jaspe, por el estilo moderno, donde estan las primorosas efigies de San Patricio, San José y San Antonio, obras del célebre escultor N. Navarro: esta capilla fue costeada por el comisario de cruzada D. Patricio Muñoz de Busto que la adornó estraordinariamente con ricos ternos y muchas alhajas de plata, cuyo valor era de 200,000 rs; desaparecieron en 21 de noviembre de 1808 á la entrada del ejército de Ney; la silleria del coro es toda de nogal y bien trabajada, el órgano muy bueno: había algunos beneficiados en ella, pero hace mucho tiempo que es solo el párroco, sirviendo por medio de un teniente la parr. de Tejerizas y Fuentelcarro, que es su aneja.
(Madoz, 1845, p. 77)